# Galaxis útikalauz stopposoknak (rádiójáték, 3–5.)
A Galaxis útikalauz stopposoknak című hangjáték harmadik, negyedik és ötödik sorozata (The Hitchhiker's Guide to the Galaxy Tertiary to Quintessential Phases), melynek megalkotója Douglas Adams, 2004–2005-ben került műsorra a BBC Radio 4 rádiócsatornán.

## Létrejötte
2004. június 21-én a BBC sajtókonferenciáján bejelentették, hogy szeptemberben sugározza a harmadik sorozatot, amely Az élet, a világmindenség, meg minden című harmadik regényen alapszik. Epizódjait már 2003 végén fölvették, de a műsorra kerülése csúszott, amíg sikerült megegyezniük a The Walt Disney Companyval az internetes ismétléssel kapcsolatban, mivel a Disney közben elkezdte a mozifilm előmunkálatait. A következő hírek arról szóltak, hogy további rádiójátékok készülnek a negyedik és ötödik regény alapján. Ezek 2004. szeptember-október, illetve 2005. május-júniusban kerültek műsorra. A CD-megjelenések az egyes sorozatok utolsó epizódját követően történtek.
A harmadik hangjáték szorosan követte a harmadik regény eseményeit, ami jelentős szerkezeti problémákat vetett föl a második rádiójáték és regény összefüggései kapcsán. Mivel a második rádiójáték eseményeiből számos rész kimaradt a második regényből, és a benne lévők is más sorrendben történtek, a rádiójáték és a regény is különböző irányba fordult. A két utolsó adaptációban emiatt eltérések vannak. A Jobbára ártalmatlan egyes eseményeinek előhangjai vannak a Viszlát, és kösz a halakat! adaptációjában, illetve mindkettő tartalmaz olyan plusz eseményeket, melyek a harmadik rész történéseire épülnek, hogy összekössék mind az ötöt. Különösképpen vonatkozik ez Zaphod szerepének kiemelésére az utolsó fejezetekben. Míg a Jobbára ártalmatlan című utolsó regénynek meglehetősen zord bejezése lett, Dirk Maggs eltérő végjátékot alkotott a rádiójáték-verziónak, sokkal vidámabb események keretében még utoljára összehozta újra a főszereplőket.

## Szereplők
A stáb magja a harmadik-negyedik-ötödik sorozatban azonos volt, kivéve, hogy az útikalauz hangja Peter Jones helyett William Franklyn lett, és a Szlartibartfaszt szerepét játszó Richard Vernon helyett Richard Griffiths került a csapatba. Sandra Dickinson, aki a televíziós sorozatban Trilliant alakította, a rádiójátékban egy angol származású, amerikai akcentusú alternatív univerzumbeli Trilliannek, vagyis Tricia McMillannek adta hangját. Jane Horrocks kapta meg Fenchurchnek, Arthur barátnőjének a szerepét, és az utolsó részben megjelenő Vakta Dentnek, Arthur és Trillia lányának szerepe Samantha Béarté lett. Az eredeti rádiójáték-sorozatban szereplő Jonathan Pryce (Zarniwoop), Rula Lenska (Lintilla) és Roy Hudd (a Teljesút műsorvezetője) szintén visszatérő szereplő lett az utolsó három sorozatban.
A sorozatban számos vendégszereplő is részt vett, köztük olyan ismert személyek, mint Joanna Lumley színésznő, Jackie Mason stand-up komikus, Miriam Margolyes színésznő, Henry Blofeld sportújságíró, Fred Trueman krikettjátékos, June Whitfield színésznő, Leslie Phillips színész, Saeed Jaffrey színész, Sir Patrick Moore amatőrcsillagász és Christian Slater színész. Maga az író, Douglas Adams adta hangját Agradzsagnak, akinek különböző inkarnációit a sorozat folyamán Arthur Dent több alkalommal is megölte.

### Főszereplők
- Simon Jones – Arthur Dent
- Geoffrey McGivern – Ford Prefect
- Susan Sheridan – Trillian
- Mark Wing-Davey – Zaphod Beeblebrox
- Stephen Moore – Marvin, a paranoid android
- Richard Griffiths – Szlartibartfaszt
- Sandra Dickinson – Tricia McMillan
- Jane Horrocks – Fenchurch
- Rula Lenska – madár hangja
- Samantha Béart – Vakta Dent
- William Franklyn – Útikalauz

## Harmadik sorozat
| # | Epizód címe         | Epizód címe | Első angol sugárzás  | Első magyar sugárzás |  |
| - | ------------------- | ----------- | -------------------- | -------------------- |  |
| 1 | Fit the Thirteenth  |             | 2004. szeptember 21. | ---                  |  |
|   |                     |             |                      |                      |  |
| 2 | Fit the Fourteenth  |             | 2004. szeptember 28. | ---                  |  |
|   |                     |             |                      |                      |  |
| 3 | Fit the Fifteenth   |             | 2004. október 5.     | ---                  |  |
|   |                     |             |                      |                      |  |
| 4 | Fit the Sixteenth   |             | 2004. október 12.    | ---                  |  |
|   |                     |             |                      |                      |  |
| 5 | Fit the Seventeenth |             | 2004. október 19.    | ---                  |  |
|   |                     |             |                      |                      |  |
| 6 | Fit the Eighteenth  |             | 2004. október 26.    | ---                  |  |
|   |                     |             |                      |                      |  |

## Negyedik sorozat
| #  | Epizód címe           | Epizód címe | Első angol sugárzás | Első magyar sugárzás |  |
| -- | --------------------- | ----------- | ------------------- | -------------------- |  |
| 7  | Fit the Nineteenth    |             | 2005. május 3.      | ---                  |  |
|    |                       |             |                     |                      |  |
| 8  | Fit the Twentieth     |             | 2005. május 10.     | ---                  |  |
|    |                       |             |                     |                      |  |
| 9  | Fit the Twenty-First  |             | 2005. május 17.     | ---                  |  |
|    |                       |             |                     |                      |  |
| 10 | Fit the Twenty-Second |             | 2005. május 24.     | ---                  |  |
|    |                       |             |                     |                      |  |

## Ötödik sorozat
| #  | Epizód címe           | Epizód címe | Első angol sugárzás | Első magyar sugárzás |  |
| -- | --------------------- | ----------- | ------------------- | -------------------- |  |
| 11 | Fit the Twenty-Third  |             | 2005. május 31.     | ---                  |  |
|    |                       |             |                     |                      |  |
| 12 | Fit the Twenty-Fourth |             | 2005. június 7.     | ---                  |  |
|    |                       |             |                     |                      |  |
| 13 | Fit the Twenty-Fifth  |             | 2005. június 14.    | ---                  |  |
|    |                       |             |                     |                      |  |
| 14 | Fit the Twenty-Sixth  |             | 2005. június 21.    | ---                  |  |
|    |                       |             |                     |                      |  |